# Magnificent (Schiff, 1895)
Die Magnificent, auch HMS Magnificent, war ein Schlachtschiff (Einheitslinienschiff) der Majestic-Klasse der britischen Marine, das von 1895 bis 1921 in Dienst stand.

## Geschichte
Die Magnificent wurde am 18. Dezember 1893 auf Kiel gelegt, am 19. Dezember 1894 vom Stapel gelassen und im Dezember 1895 in Dienst gestellt, um die Empress of India als zweites Flaggschiff der Kanalflotte abzulösen. Am 26. Juni 1897 nahm sie an der Flottenschau in Spithead anlässlich des 60-jährigen Thronjubiläums von Königin Victoria teil. Im Januar 1899 übernahm Kapitän John Ferris das Kommando und ab Februar des folgenden Jahres wurde sie unter Konteradmiral Arthur Dalrymple Fanshawe Flaggschiff der Eastern Division der Kanalflotte.
Im Oktober 1900 wurde Kapitän Arthur John Horsley zum Kommandanten ernannt und im Juni des folgenden Jahres wurde das Schiff zum Flaggschiff von Konteradmiral Sir William Acland, dem zweiten Befehlshaber des Kanalgeschwaders. Dieser wurde am 5. Juni 1902 von Konteradmiral Assheton Curzon-Howe abgelöst. Das Schiff nahm am 16. August 1902 an der Flottenschau in Spithead anlässlich der Krönung von König Edward VII. teil und besuchte im darauffolgenden Monat die Ägäis für gemeinsame Manöver mit der Mittelmeerflotte. Am 16. Oktober 1902 wurde Kapitän Sackville Carden zum Kommandanten ernannt und besuchte mit ihr in der darauffolgenden Woche Gibraltar und Tétouan. Von Februar bis Juni 1904 wurde sie in Devonport überholt. Am 14. Juni 1905 kam es zu einer Explosion, die 18 Todesopfer forderte. Die Explosion wurde durch eine fehlerhafte Granate in einem der 152-mm-Geschütze verursacht, die sich nicht abfeuern ließ. Als der Ladeschütze den Verschluss öffnete, brachte der Kontakt mit der Frischluft die Granate zur Explosion. Am 15. November 1906 wurde das Schiff in Devonport ausgemustert und am 16. November 1906 der Reserve in Chatham unterstellt. Im Dezember 1906 wurde die Magnificent der Kanonenschule in Sheerness als Kanonenschulschiff zugeteilt.
Im März 1907 wurde sie wieder in Dienst gestellt und der Nore Division zum Schutz der Themsemündung zugeteilt. 1908 wurde sie in Chatham erneut überholt und im August des gleichen Jahres nahm sie ihren Dienst wieder auf. Ende September 1910 wurde sie in Devonport ausgemustert und als Exerzierschiff für Geschütztürme sowie als Ausbildungsschiff für Heizer genutzt. Im Februar 1911 wurde sie als Tender für das Exerzierschiff Vivid eingesetzt und ab 14. Mai 1912 wurde sie in Devonport als seegängiges Kanonenschulschiff genutzt. Am 1. Juli 1913 wurde sie für die 3. Flotte wieder in Dienst gestellt.

### Erster Weltkrieg
Während einer vorsorglichen Mobilmachung der Flotte am 27. Juli 1914 kurz vor Ausbruch des Ersten Weltkriegs bildete die Magnificent zusammen mit der Hannibal, der Mars und der Victorious das 9. Kampfgeschwader, das dem Admiral of Patrols zur Küstenkontrolle unterstellt und im Humber stationiert war. Am 7. August 1914 wurde das 9. Kampfgeschwader aufgelöst, und die Magnificent und die Hannibal wurden nach Scapa Flow verlegt, um die Verteidigung des dortigen Ankerplatzes der Grand Fleet zu verstärken. Am 16. Februar 1915 wurde die Magnificent durch die Crescent abgelöst und in Belfast ausgemustert. Von März bis April 1915 wurden die Kanonen bis auf vier der 152-mm-Geschütze entfernt. Nach ihrer Entwaffnung wurde die Magnificent im April 1915 in Loch Voil stillgelegt. Am 9. September 1915 wurde die Magnificent als Truppenschiff für die Mittelmeerflotte wieder in Dienst gestellt. Sie verließ das Vereinigte Königreich am 22. September 1915 und traf am 7. Oktober 1915 in Moudros ein. Vom 18. bis zum 19. Dezember 1915 nahm die Magnificent an der Evakuierung der alliierten Truppen aus der Suvla-Bucht teil. Nach Beendigung des Feldzugs verließ sie im Februar 1916 die Dardanellen und kehrte nach Großbritannien zurück, wo sie am 3. März 1916 in Devonport ausgemustert wurde.
Im August 1917 wurde sie bei Harland & Wolff in Belfast zu einem Munitionsschiff umgerüstet. Nach Abschluss des Umbaus im Oktober 1918 wurde sie nach Rosyth verlegt, wo sie bis zu ihrem Verkauf an Thos. W. Ward am 9. Mai 1921 verblieb. Anschließend wurde sie nach Inverkeithing geschleppt wo sie schließlich abgewrackt wurde.

## Technik
Die Magnificent war insgesamt 128,32 m lang, hatte eine Breite von 22,86 m und einen Tiefgang von 8,23 m. Sie verdrängte bis zu 16.060 Tonnen.

### Antrieb
Die Magnificent war mit zwei 3 Zyl.-Verbundampfmaschinen ausgestattet, die jeweils eine Welle antrieben und insgesamt 10.000 PS (7.500 kW) entwickelten, mit der sie eine Höchstgeschwindigkeit von 16 Knoten (30 km/h) erreichte. Der Dampf wurde von acht Großwasserraumkesseln geliefert. Das Schiff konnte maximal 1.900 t Kohle mitführen, was ihr bei 10 Knoten (19 km/h) eine Reichweite von 7000 Seemeilen (12964 km) ermöglichte. Die Besatzung des Schiffes bestand aus 672 Offizieren und Mannschaft.

### Bewaffnung
Die Hauptbewaffnung bestand aus vier 305-mm-Hinterladerkanonen in zwei Geschütztürmen, einer vorn und einer achtern. Die Geschütztürme waren auf kreisförmigen Barbetten angebracht. Die Sekundärbewaffnung bestand aus zwölf 152-mm-Geschützen. Sie waren in Kasematten in zwei Geschützdecks mittschiffs untergebracht. Außerdem trug sie sechzehn 76-mm- und zwölf 47mm-Schnellfeuergeschütz zur Verteidigung gegen Torpedoboote. Darüber hinaus war sie mit fünf 457-mm-Torpedorohren ausgestattet, von denen vier auf der Breitseite im Schiffsrumpf eingelassen waren und das fünfte sich in einer auf dem Deck montierten Abschussvorrichtung am Heck befand.

### Panzerung
Der Panzergürtel der Magnificent bestand aus 229 mm mit Nickel gehärtetem Harvey-Stahl. Er erstreckte sich über eine Länge von 67 m entlang des Rumpfes und bedeckte die Seite des Schiffes bis 1,68 m oberhalb und 2,90 m unterhalb der Wasserlinie. Der Gürtel war über den Barbetten durch ein 356 mm dickes Querschott vorn und ein 304 mm dickes Schott achtern verbunden. Das mit 76 mm gepanzerte Deck, dessen Dicke sich zum Bug und zum Heck hin auf 64 mm reduzierte, hatte 102 mm dicke, abgeschrägte Seiten, die an die Unterkante der Gürtelpanzerung anschlossen. Diese Anordnung sorgte dafür, dass jede Granate, die den Gürtel durchschlug, auch das Deck durchdringen musste, bevor sie die Hauptteile des Schiffes erreichen konnte. Die Barbetten waren oberhalb des gepanzerten Decks mit 355 mm Panzerung geschützt und unterhalb mit 178 mm. Die Panzerung der Geschütztürme der 305-mm-Geschütze war an der Front 254 mm und an den Seiten 140 mm dick. Auf der Rückseite hatte die Panzerung 100 mm und auf dem Dach eine Stärke von 50 mm. Die Kasematten der 152-mm-Geschütze waren an der Front 152 mm und an den Seiten 50 mm stark. Das hintere Torpedorohr war mit einem 152 mm dicken Mantel abgedeckt. Der vordere Kommandoturm war vorne und an den Seiten mit 355 mm und auf der Rückseite mit 254 mm Panzerplatten geschützt. Der hintere Kommandoturm war rundherum mit 76 mm Panzerung versehen.